# Dothiora laureolae
Dothiora laureolae är en svampart som beskrevs av Froid. 1973. Dothiora laureolae ingår i släktet Dothiora och familjen Dothioraceae.   Inga underarter finns listade i Catalogue of Life.